# Антоній Стахерський

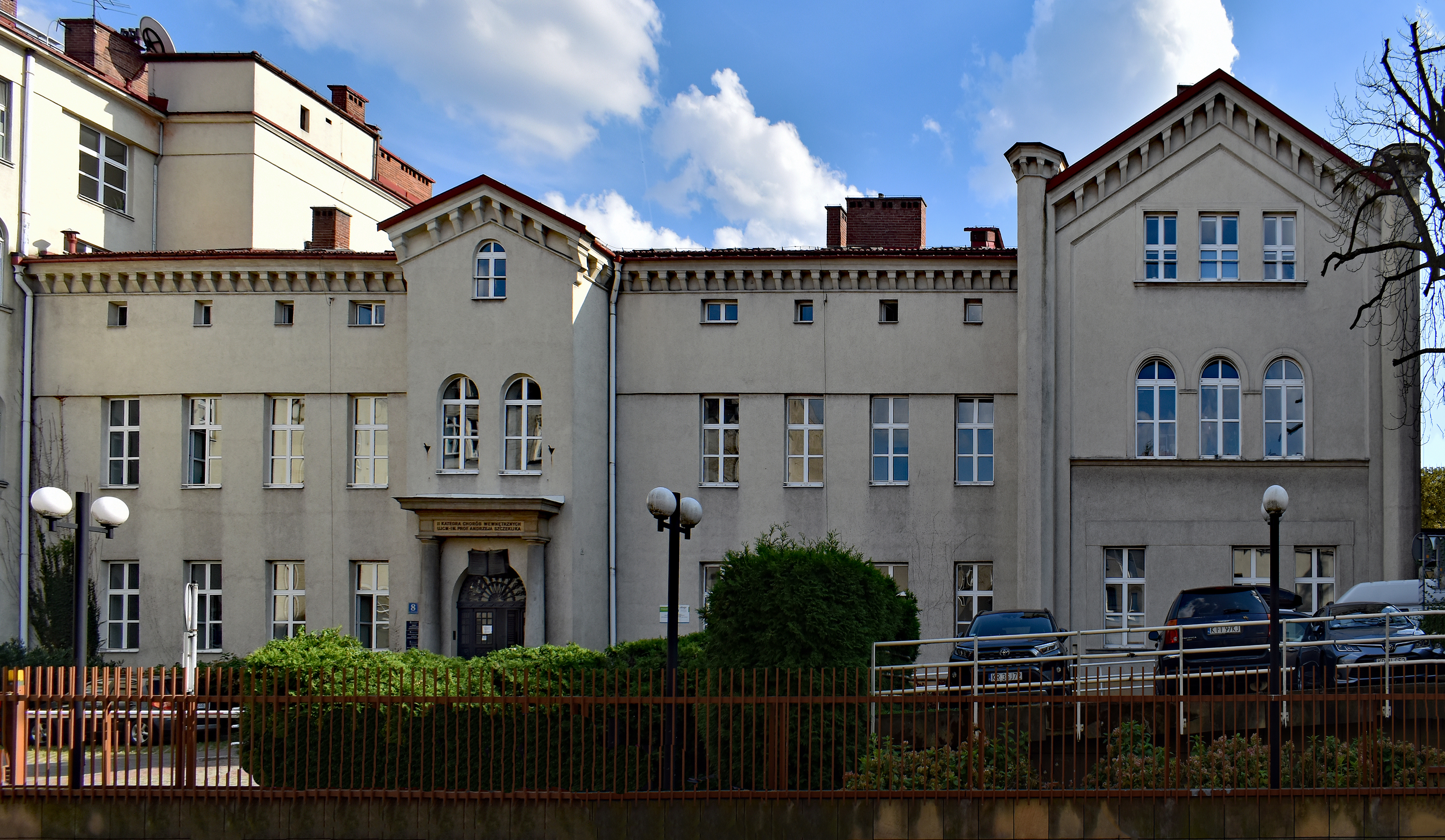
Колишній єврейський шпиталь у Кракові

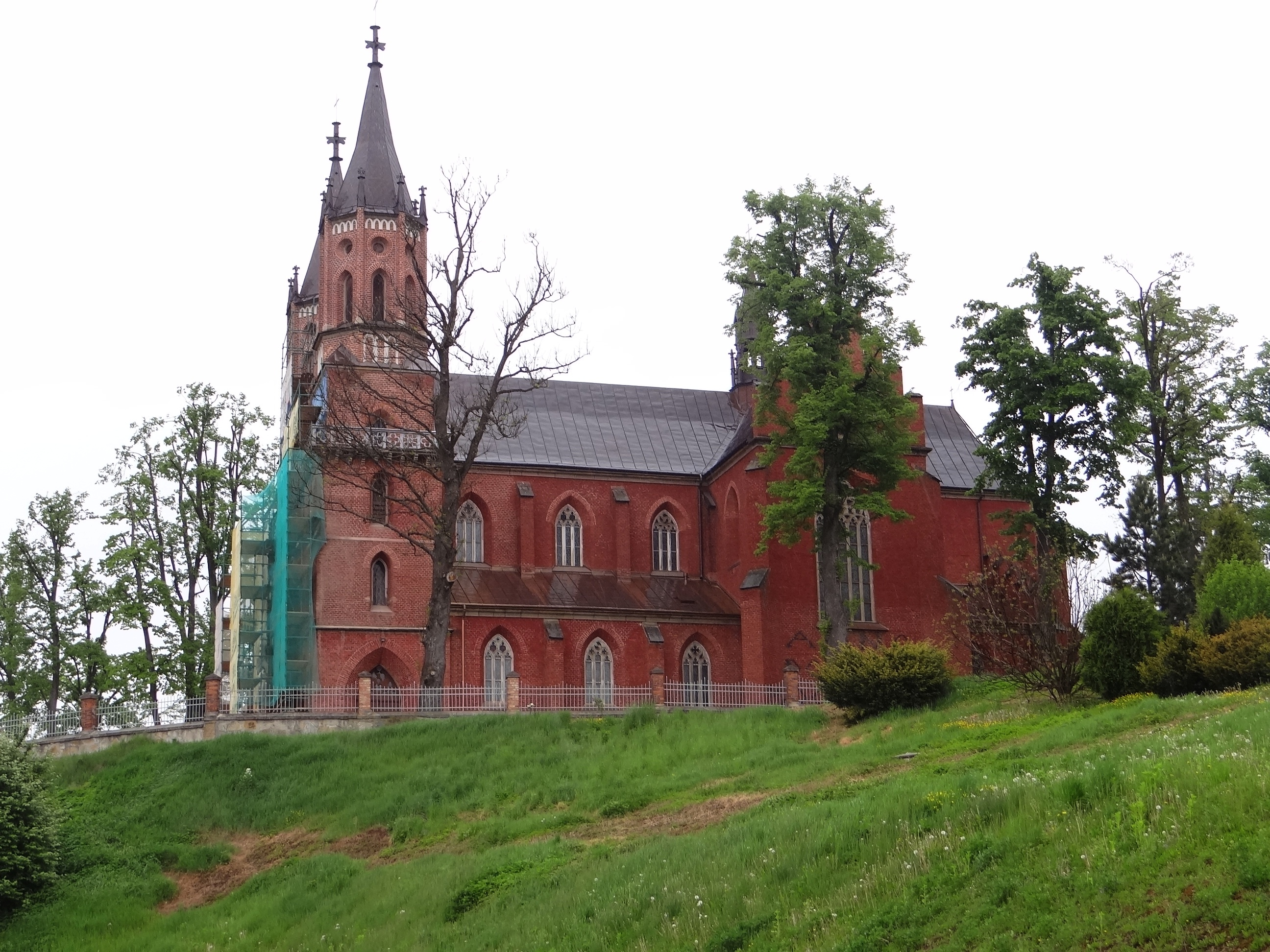
Костел у Жепеннику Біскупьому

Антоній Владислав Стахерський (Стахурський) (пол. Antoni Władysław Stacherski, 11 червня 1831 Краків — 11 листопада 1861, там само) — польський архітектор і реставратор.

## Біографія
Навчався в 1842—1847 роках у Технічному інституті архітектури у Кракові у Фелікса Радванського. Проходив практику у Варшаві. 1851 року повернувся до Кракова, влаштувався до міської будівельної управи, де працював переважно під керівництвом Кароля Кремера. Співавтор проєктів реставрації низки споруд. У Ягеллонській бібліотеці зберігається датований 1861 роком рукопис праці «O budowniczych krakowskich czasów naszych i stawianych przez nich budynkach», де описується краківське архітектурне середовище у період 1830—1860 років.

## Роботи
- Реставрація краківського францисканського костелу, знищеного пожежею 1850 року (1851 рік — початок робіт).
- Проєкт реставрації Краківського Колегіум Майус (1852, спільно Томашем Маєвським)
- Проєкт розширення астрономічної обсерваторії (1853).
- Проєкт реставрації міської збройової палати у Кракові (1860).
- Перші будівлі бальнеологічного курорту Пшездзецьких в Ойцуві (1860).
- Єврейський шпиталь у Кракові в т. зв. «аркадному» стилі (1860).
- Неоготична цегляна базиліка в Жепеннику Біскупьому (1854—1864).